# Мастер (фильм, 2025)
«Ма́стер» (англ. A Working Man) — американский остросюжетный боевик режиссёра Дэвида Эйера по сценарию Сильвестра Сталлоне на основе серии книг «Левон Кейд» Чака Диксона.

## Сюжет
Бывший морской пехотинец Левон Кейд решает уйти в отставку и жить обычной жизнью, работая на стройке. К нему обращается его босс Джой Гарсиа, с просьбой помочь найти его пропавшую дочь Дженни. Левон должен вспомнить свои профессиональные навыки, чтобы справиться с представителями мафии торговцев людьми. Он внедряется в среду русской мафии под видом дилера и добирается до исполнителей. Под угрозой оказывается жизнь дочери самого Левона, ему приходится защищать и её. В итоге он расправляется с похитителями и возвращает Дженни родителям.

## В ролях
- Джейсон Стейтем — Левон Кейд
- Дэвид Харбор — Ганни Леферти
- Майкл Пенья — Джой Гарсиа
- Ноэми Гонсалес[англ.] — Карла Гарсиа
- Арианна Ривас[англ.] — Дженни Гарсиа
- Дэвид Уиттс[англ.] — Джонни, бармен
- Эмметт Скэнлэн — Вайпер
- Ив Мауро[англ.] — Артемис
- Максимилиан Осински[англ.] — Дими Колисник
- Джейсон Флеминг — Воло Колисник
- Кристина Поли — Светлана Колисник
- Алана Боден — Нина
- Андрей Каминский[англ.] — Симон Харченко
- Пётр Витковски[англ.] — Ванко Харченко
- Грег Колпакчи — Даня Харченко
- Рики Чемп[англ.] — Нестор
- Макс Крос[англ.] — Карп
- Мераб Нинидзе — Юрий, босс русской мафии

## Производство
В 2018 году Сильвестр Сталлоне работал над адаптацией серии книг «Левон Кейд» Чака Диксона для телевидения. Впоследствии он решил сделать не телесериал, а полнометражный фильм «Ремесло Левона» (англ. Levon's Trade). В октябре 2023 года стало известно, что его режиссёром станет Дэвид Эйер, а главную роль исполнит Джейсон Стейтем. В январе 2024 года компания Amazon MGM Studios приобрела права на прокат фильма в США, а также стриминговые права у студии Black Bear International. В случае кассового успеха фильма возможны продолжения, так как у Диксона более 10 книг в серии.
В апреле 2024 года был объявлен актёрский состав. Помимо Стейтема в него вошли Дэвид Харбор, Майкл Пенья, Джейсон Флеминг, Арианна Ривас, Ноэми Гонсалес, Эмметт Скэнлэн, Ив Мауро, Максимилиан Осински, Кристина Поли и Андрей Каминский.
Съёмки фильма начались в апреле 2024 года в Лондоне. В декабре 2024 года изменилось название фильма — «Мастер» (англ. A Working Man).

## Премьера
Премьера фильма в кинотеатрах США запланирована на 28 марта 2025 года. До этого премьеру планировали провести 17 января 2025 года. 27 марта 2025 года фильм вышел в российский прокат